# Les Cinq Anciens

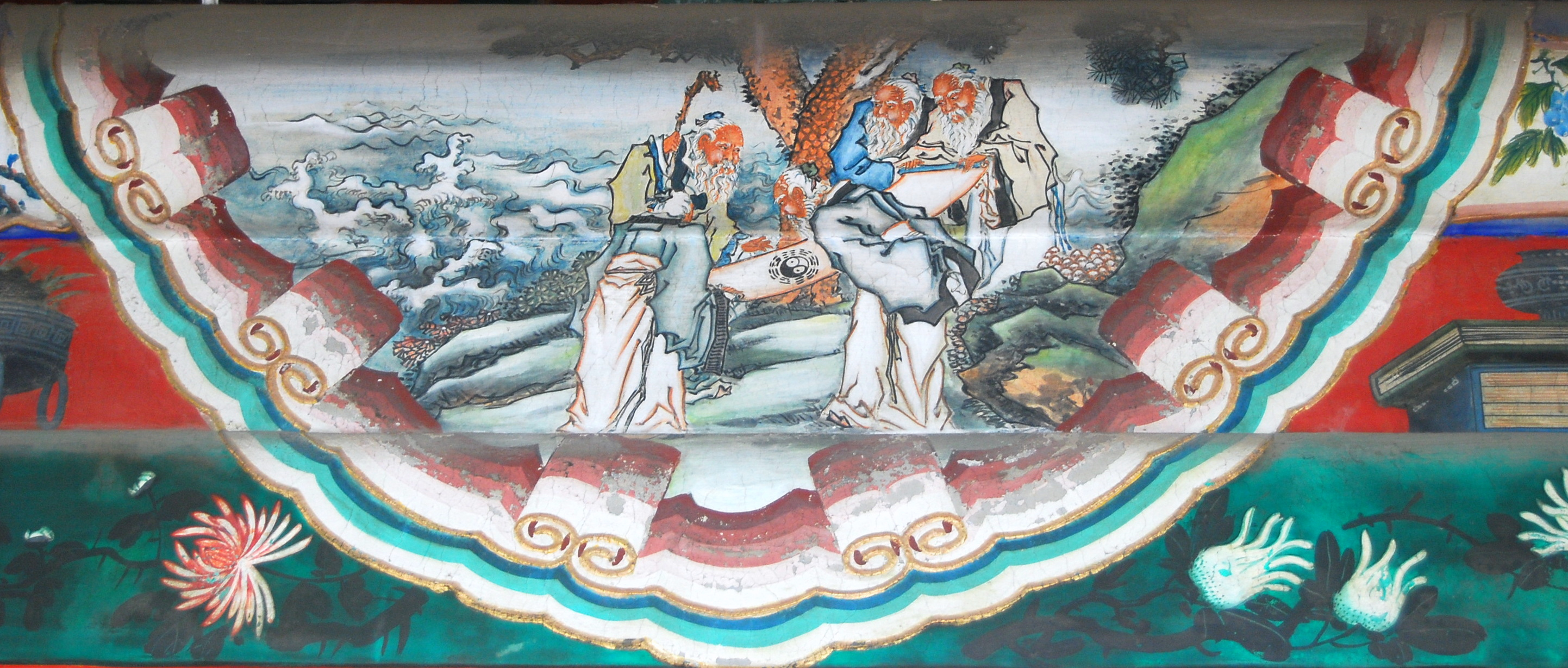
Les Cinq Anciens (Long Couloir du Palais d'Été à Pékin).

Les Cinq Anciens (chinois : 少林五祖 ; pinyin : shàolín wǔ zǔ ; cantonais Jyutping : Síu làhm ng⁵ zou² ; litt. « cinq ancêtres de Shaolin », chinois : 少林五祖师 ; pinyin : shàolín wǔ zǔshī ; litt. « cinq fondateurs de Shaolin », ou encore chinois : 洪门五祖 ; pinyin : shàolín wǔ zǔ ; litt. « cinq ancêtres de Hongmen (zh) ») désigne les cinq survivants d'un monastère Shaolin durant la dynastie Qing, d'après une légende du Sud de la Chine.
Les Mandchous, plus favorables au bouddhisme tibétain (bouddhisme vajrayana), qu'au bouddhisme chan (bouddhisme mahayana) de ces temples, les auraient détruits. Les différentes sources ne s'accordent pas sur la date de ces destructions, il pourrait s'agir de 1647, de 1674, ou bien de 1732.
Les cinq anciens sont surtout réputés de par Ng Mui, l'abbesse ayant donné naissance à la boxe chinoise Wing Chun. Le plus célèbre pratiquant étant probablement Bruce Lee, élève de Yip Man.
D'après certaines traditions des arts martiaux, les Cinq Anciens avaient pour noms :
| Noms usuels en français | hanzi    | Hanyu pinyin    | cantonais            |
| ----------------------- | -------- | --------------- | -------------------- |
| Jee Sin                 | 至善禪師 | shìshàn chánshī | Ji3 Sin6 Sim3 Si1    |
| Ng Mui                  | 五梅大師 | wǔméi dàshī     | Ng5 Mui4 Daai6 Si1   |
| Bak Mei                 | 白眉道人 | báiméi dàorén   | Baak6 Mei4 Dou6 Yan4 |
| Fung To-Tak             | 馮道德   | féng dàodé      | Fung4 Dou6 Dak1      |
| Miu Hin                 | 苗顯     | miáo xiǎn       | Miu4 Hin2            |